# Morgan Aeromax

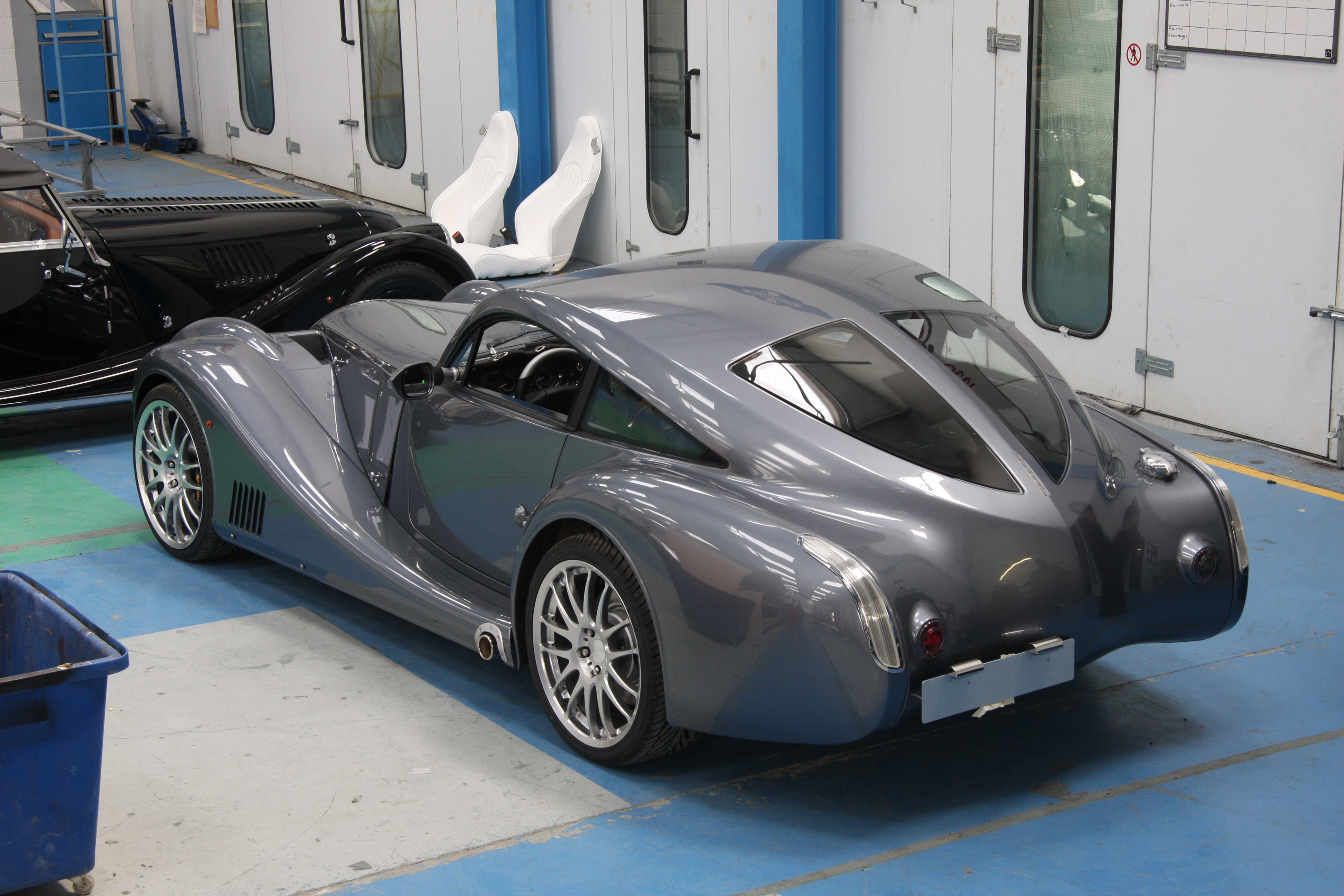
Morgan Aeromax - charakterystyczny tył z odrębnie otwieranymi szklanymi skrzydłami pokrywy bagażnika

Morgan Aeromax – brytyjski sportowy samochód osobowy klasy Gran Turismo wytwarzany ręcznie przez firmę Morgan Motor Company od stycznia 2008 roku. Po raz pierwszy zaprezentowany publiczności 2 marca 2005 roku podczas genewskich targów motoryzacyjnych - Geneva Motor Show. Auto powstało w iście ekspresowym tempie - zaledwie 4 miesiące upłynęły od chwili powstania pierwszych szkiców do chwili zaprezentowania gotowego prototypu.
Aeromax to zamknięta odmiana (nadwozie coupé) Morgan Aero 8, którą przygotowano m.in. dla uczczenia jubileuszu 100-lecia istnienia firmy Morgan (2009), w limitowanej liczbie 100 indywidualnie numerowanych egzemplarzy. Do napędu użyto, umieszczonego wzdłużnie z przodu, silnika N 62 produkcji BMW, w układzie V8 o pojemności 4,4 litra (4398 cm3). Moc przenoszona jest na oś tylną poprzez 6-biegową, manualną lub automatyczną skrzynię biegów ZF.
Auto, mimo wysmakowanej stylizacji retro nadwozia, wyposażono również w osiągnięcia nowoczesnej techniki motoryzacyjnej: z przodu - reflektory ksenonowe, z tyłu - światła w technologii LED (zapożyczone z Lancii Thesis), dwie poduszki powietrzne wraz z czujnikami Siemensa, układ ABS produkcji Boscha, klimatyzację, elektrycznie podnoszone szyby, tempomat, układy pomiaru i monitorowania temperatury i ciśnienia opon. 

Hamulce firmy AP Racing - tarczowe, wentylowane, sześciozaciskowe, o średnicy tarcz 348 mm z przodu i dwuzaciskowe 332 mm z tyłu. Ogumienie stanowią opony BF Goodrich o rozmiarach 245/30 na 20-calowych obręczach kół ("felgach").
Samochody firmy Morgan mają (również współcześnie) przestrzenne ramy z drewna.
Nie inaczej jest z konstrukcją modelu Aeromax, którego podwozie wprawdzie wykonano z aluminium, nadwozie jednak oparte jest na ramie wykonanej z jesionu.
Jednym ze znanych nabywców kosztującego 110 000 £ samochodu był Richard Hammond - jedna z najbardziej rozpoznawalnych gwiazd światka dziennikarzy motoryzacyjnych, prezentera znanego wśród miłośników motoryzacji, brytyjskiego programu Top Gear ("Najwyższy bieg").

## Dane techniczne

### Silnik
- Wolnossący V8 4,4 l (4398 cm³), 4 zawory na cylinder, DOHC
- Układ zasilania: wtrysk
- Średnica cylindra × skok tłoka: 92 mm × 82,7 mm
- Stopień sprężania: 10:1
- Moc maksymalna: 337,6 KM (248,3 kW) przy 6100 obr./min
- Maksymalny moment obrotowy: 450 Nm przy 3600 obr./min

### Osiągi
- Przyspieszenie 0-100 km/h: 4,5 s
- Prędkość maksymalna: 260 km/h (według innych źródeł:[jakich?] 273 km/h)
- Zużycie paliwa: 10,9 / 6,3 / 7,9 l /100 km, odpowiednio: w cyklu miejskim/za miastem/w cyklu mieszanym